# Подсолнечниковые
Подсо́лнечниковые, или Гелиа́нтовые (лат. Heliantheae) — триба семейства Астровые (Asteraceae). Гелиантовые — третья по величине триба семейства, в неё входят приблизительно 190 родов и 2500 видов; опережают её только трибы Senecioneae и Astereae. Большинство родов и видов найдены в Северной и Южной Америке, особенно в Мексике. Есть несколько пантропических родов.

## Ботаническое описание
Большинство подсолнечниковых — травы и кустарники, но есть некоторые представители, которые достигают размеров небольших деревьев.
Листья супротивные, обычно покрыты волосками.
Краевые цветки ложноязычковые, срединные трубчатые. Паппус в виде плёнок либо щетинок, но не волосков.

## Роды
- Acanthospermum — Колючеплодник[2]
- Acmella Rich. — Акмелла
- Agnorhiza (Jeps.) W. A. Weber
- Ambrosia L. — Амброзия
- Angelphytum G.M.Barroso
- Bahiopsis
- Balsamorhiza Nutt. — Бальзамориза
- Baltimora L.
- Berlandiera
- Blainvillea Cass.
- Borrichia Adans.
- Calanticaria E.E.Schill. & Panero
- Calyptocarpus Less.
- Chromolepis Benth.
- Chrysogonum L.
- Clibadium F.Allam. ex L.
- Damnxanthodium Strother
- Delilia Spreng.
- Dimerostemma Cass.
- Dracopis (Cass.) Cass.
- Dugesia A.Gray
- Echinacea Moench — Эхинацея
- Eclipta L. — Эклипта
- Elaphandra Strother
- Encelia Adans.
- Enceliopsis (A.Gray) A.Nelson
- Engelmannia A.Gray ex Nutt. — Энгельманния
- Flourensia DC.
- Geraea Torr. & A.Gray
- Helianthella Torr. & A.Gray
- Helianthus L. — Подсолнечник
- Heliomeris Nutt.
- Heliopsis Pers. — Гелиопсис
- Hidalgoa
- Hymenostephium Benth.
- Idiopappus H.Rob. & Panero
- Iva L.
- Jefea Strother
- Kingianthus H.Rob.
- Lasianthaea DC.
- Lindheimera A.Gray & Engelm.
- Lipochaeta DC.
- Lundellianthus H.Rob.
- Melanthera Rohr
- Monactis Kunth
- Montanoa Cerv.
- Oblivia Strother
- Otopappus Benth.
- Oyedaea DC.
- Parthenium L.
- Perymeniopsis H.Rob.
- Perymenium Schrad.
- Philactis Schrad.
- Phoebanthus S.F.Blake
- Podachaenium Benth. ex Oerst.
- Podanthus Lag.
- Porophyllum Adans. — Дыролистник, или Порофиллюм
- Ratibida Raf. — Ратибида
- Rensonia S.F.Blake
- Riencourtia Cass.
- Rojasianthe Standl. & Steyerm.
- Rudbeckia L. — Рудбекия
- Salmea DC.
- Sanvitalia Lam. — Санвиталия
- Scabrethia W.A.Weber
- Scalesia Arn. — Скалезия
- Schizoptera Turcz.
- Sclerocarpus Jacq. — Склерокарпус
- Silphium — Сильфия
- Simsia Pers. — Симсия
- Sphagneticola
- Spilanthes Jacq. — Спилантес
- Squamopappus R.K.Jansen et al.
- Steiractinia S.F.Blake
- Synedrella Gaertn.
- Tetrachyron Schltdl.
- Tetranthus Sw.
- Tilesia G.Mey.
- Tithonia Desf. ex Juss.
- Trichocoryne S.F.Blake
- Trigonopterum Hook.f.
- Verbesina L.
- Vigethia W.A.Weber
- Viguiera Kunth
- Wamalchitamia Strother
- Wedelia Jacq.
- Wollastonia DC. ex Decne.
- Wyethia Nutt.
- Xanthium L. — Дурнишник
- Zaluzania Pers.
- Zexmenia La Llave
- Zinnia L. — Цинния